# Mario Giacomo Levi
Mario Giacomo Levi (Padova, 16 aprile 1878 – Milano, 9 dicembre 1954) è stato un chimico italiano.

## Biografia
Nacque da Giacomo e Marianna Padoa. Si laureò nel 1900 in chimica pura nell’Istituto Chimico diretto da Raffaello Nasini presso l'Università degli Studi di Padova discutendo la tesi Sopra l'elettrostrizione degli ioni solventi organici. Nel 1902 vinse una borsa di studio all’estero presso la Technische Hochschule di Karlsruhe (attuale Karlsruher Institut für Technologie) sotto la guida di Max Julius LeBlanc in ricerche di elettrochimica.
Rientrato all’Università di Padova nel 1903, ottenne l’incarico del corso di Elettrochimica. Nel 1906 si trasferì all’Università di Pisa al seguito del Prof. Nasini e fu incaricato di chimica applicata. In questi primi due periodi le sue principali aree di ricerca furono: l'elettrochimica (preparazione elettrolitica dei persolfati e degli iposolfiti; solventi non acquosi; studio del borace e della sua preparazione tecnica per via elettrolitica), la radioattività delle sorgenti naturali (soffioni boraciferi, sorgenti termali, materiali vulcanici), chimica applicata (preparazione del cloro, sintesi di acido cloridrico puro). Le sue ricerche diedero vita ad articoli scientifici e anche a brevetti.
Nel 1909 fu nominato professore ordinario di chimica tecnologica per gli allievi ingegneri dell’Università degli Studi di Palermo. Nel 1918 fondò l'Istituto superiore commerciale e coloniale di Palermo, di cui fu direttore fino al 1920. Durante il periodo siciliano l’attività delle sue ricerche si rivolse alle risorse minerarie e chimiche dell’isola.
Nel 1921 divenne professore di chimica tecnologica presso l’Università di Bologna. Nel 1922 fondò la Scuola superiore di chimica industriale. Le sue ricerche si indirizzarono sui combustibili liquidi e gassosi con attenzione alle risorse disponibili in Italia. Questo portò il Ministero dell’Economia a costituire nel 1926 una speciale Sezione di studi sui combustibili sotto la direzione di Levi.
Nel 1927 Levi fu chiamato a Milano a prendere il posto del deceduto Ettore Molinari alla cattedra di chimica tecnologica dell'Istituto di Chimica Industriale del Politecnico di Milano. Trasferì a Milano la Sezione dei Combustibili creando una nuova sede a fianco all’Istituto. Le sue ricerche si indirizzarono a uno studio sistematico di tutte le risorse italiane e sulle loro possibili applicazioni industriali (ligniti, rocce asfaltiche e relativi prodotti di distillazione, produzione di gas di sintesi da lignite o catrame, sintesi di idrocarburi, produzione di gas).
Negli anni trenta fece parte del Consiglio superiore delle miniere, del Consiglio di amministrazione dell'Associazione nazionale per il controllo della combustione, della Commissione ministeriale per le sostanze radioattive, del Consiglio nazionale delle ricerche.
Nel 1925 aderì al Manifesto degli intellettuali del fascismo e nel 1926 si iscrisse al Partito nazionale fascista. Con la promulgazione delle leggi razziali, dovette abbandonare l'insegnamento e la direazione dell'istituto di Chimica Industriale del Politecnico di Milano. 
Nel 1943, dopo l’invasione dell’Italia da parte delle truppe del Reich, riparò in Svizzera,dove insegnò dal gennaio 1944 al luglio 1945 chimica industriale presso la Scuola per ingegneri di Losanna. Rientrò in Italia nel 1945 e tornò a insegnare al Politecnico. Nel 1946 assunse la presidenza della sezione lombarda della Società chimica italiana di cui divenne presidente nel 1950
.